# 이화학연구소

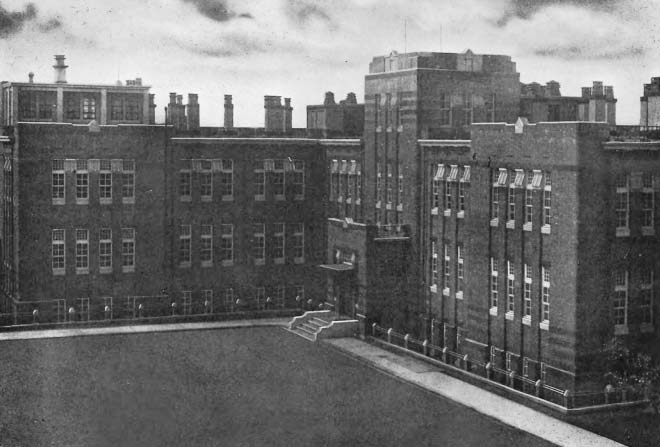
다이쇼 시대(1912-1926)의 이화학연구소

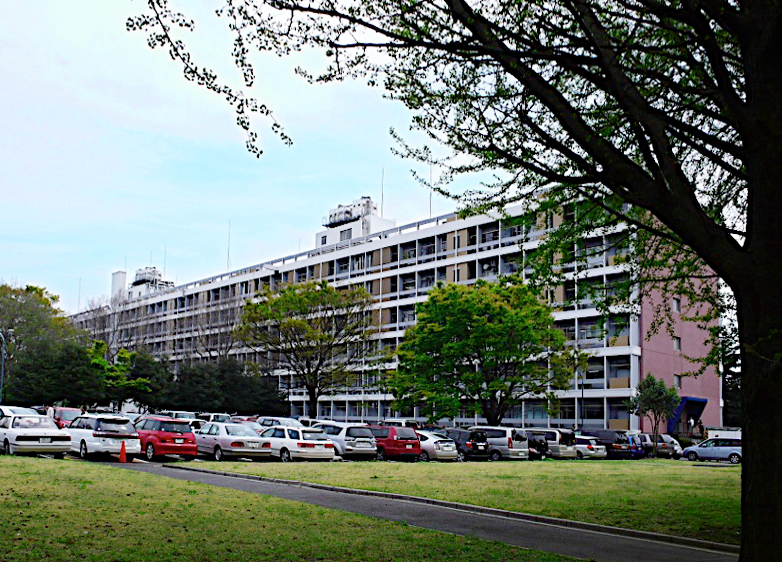
이화학연구소 와코 본원 연구본관

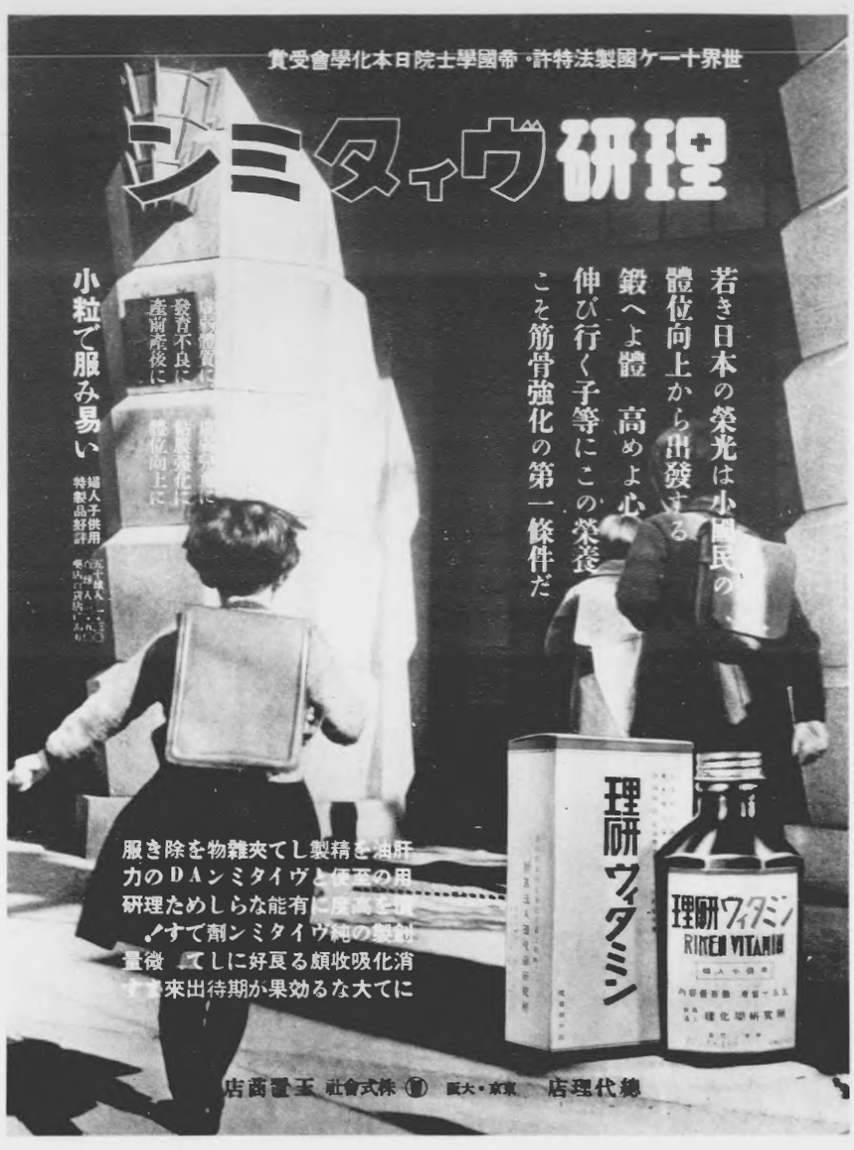
이화학연구소 비타민A 1938년 광고

국립연구개발법인 이화학연구소(일본어: 国立研究開発法人理化学研究所 코쿠리츠켄큐카이하츠호진리카가쿠켄큐쇼[*], 영어: Institute of Physical and Chemical Research)는 1917년 과학기술 관련 연구 및 대중 확산을 목적으로 설립된 일본 문부과학성 산하 과학기술 연구소이다. 이연(일본어: 理硏 리켄[*], 영어: RIKΞN)이라는 약칭으로 불리는 경우도 많다. 과학과 기술에 관한 포괄적 연구를 진행해 기술 발전의 결과를 대중에게 확산시키는 것을 활동 목적으로 삼고 있다. 연구성과 보급을 위해 대학 또는 기업과의 공동연구와 수탁연구를 진행하며 특허를 비롯한 지적소유권을 산업계에 이전하는 데도 적극적이다.

## 설립배경
디아스타아제(녹말분해효소)를 처음 발견한 다카미네 조키치[高峰讓吉]가 1913년 국민과학연구소의 필요성을 주창함에 따라 1915년 제37회 제국의회에서 이화학연구소 창립을 결정하면서 구체화되었다. 1917년 3월 일본 왕실의 하사금과 정부보조금, 민간기부금 등을 모아 도쿄 분쿄구[文京區] 코마고메[駒込]에 처음 설립됐다. 초대 이사장은 일본에 근대 수학을 도입한 기쿠치 다이로쿠[菊池大麓]가 맡았다. 1946년 미국 연합군사령부의 지시에 따라 재단법인을 해체하고 주식회사 형태의 과학연구소로 바뀌었다가 1958년 '이화학연구소법안'이 제정되면서 1958년 8월 특수법인 이화학연구소로 새롭게 출범하였다. 1966년 5월부터 코마고메에서 사이타마현[埼玉縣] 와코(和光)로 연구시설을 옮겨 1967년 3월 야마토[大和]연구소를 개소하였으며 2003년 9월 특수법인을 해산하고 같은 해 10월 일본 정부의 지원을 받는 독립행정법인이 되었다.

## 현황
이연 본부에는 차세대 슈퍼컴퓨터R&D센터가 있으며 일본 각 지역에도 연구거점을 두고 있다. 미야기현 센다이의 포토다이내믹스연구센터, 가나가와현 요코하마의 요코하마연구소 등이 있으며 그 밖에도 와코연구소, 쓰쿠바연구소, 하리마연구소, 고베연구소, 혁신연구클러스터, 컴퓨터과학발전연구소 등을 분소로 운영하고 있다.
미국, 영국, 싱가포르, 중국, 한국 등에 해외 지부도 두고 있다. 미국 브룩헤븐국립연구소(BNL)에 설치한 BNL연구센터와 영국 러더퍼드애플톤연구소(RAL) 출장소 등이 유명하다. 2010년 현재 직원 수는 3461명, 2011년 예산은 930억 엔이다.

## 노벨상 수상자
- 유카와 히데키, 1949년 노벨 물리학상 수상
- 도모나가 신이치로, 1965년 노벨 물리학상 수상
- 노요리 료지, 2001년 노벨 화학상 수상, 전 이화학연구소 이사장

## 같이 보기
- K 컴퓨터